# Таранай
Таранай — село в Анивском городском округе Сахалинской области России.

## География
Село находится в устье одноимённой реки на берегу залива Анива, на расстоянии 13 км к юго-западу от города Анива, административного центра округа.

## История
Стойбище айнов находилось на берегу реки Таранай ещё в VI веке. В 1905 году завоёвано Японской империей. До 1945 года принадлежало японскому губернаторству Карафуто и называлось Тараннай (яп. 多蘭内). После передачи Южного Сахалина СССР село 15 октября 1947 года сохранило историческое айнское название, в переводе — «рыбная река».

## Население
| 1925 | 1935  | 2002 | 2010 | 2013 | 2021 |
| ---- | ----- | ---- | ---- | ---- | ---- |
| 2358 | ↗2635 | ↘865 | ↘743 | ↘733 | ↗796 |

### Национальный состав
Согласно результатам переписи 2002 года, в национальной структуре населения русские составляли 88 % из 865 чел

## Улицы
| - ул. Кирпичная, - ул. Лесная, - ул. Набережная, | - ул. Новая, - ул. Первомайская, - ул. Победы, | - ул. Совхозная, - ул. Строителей, - ул. Центральная. |